# サヴァヌ地方
サヴァヌ地方（Savanes）は、コートジボワールの地方（District）。コートジボワールの北端に位置する。首府はコロゴ。
西をデンゲレ地方、北をブルキナファソ、東をザンザン地方、南をウォロバ地方およびバンダマ渓谷地方と、それぞれ接する。コートジボワール内戦時には全域が北部に属していた。

## 設立まで
2011年の行政区画再編前はサヴァヌ州（Région des Savanes）と呼ばれていた。
サヴァヌ州時代は、7つの県（Département）が設置されており、県の下に35郡（Sous-Préfecture）が設置されていた。人口値は1998年。
- ボンディアリ県（Boundiali） - 7郡、132,128人
- フェルケセドゥーグー県（Ferkessédougou） - 6郡197,725人
- コロゴ県（Korhogo） - 14郡、415,414人
- コウト県（Kouto） - 2郡31,297人
- ワンゴロドゥグー県（Ouangolodougou） - 2郡、51,877人
- シネマチアリ県（Sinématiali） - 1郡、37,592人
- テングレラ県（Tingréla） - 3郡、63,640人

州から地方へと名称変更があったが、領域や首府、人口など行政区画自体に大きな変更はない。

## 行政区画
- バゴウェ州
- ポロ州
- チョロゴ州